# Commercial Union Assurance Masters 1976 - Doppio
Il doppio del torneo di tennis Commercial Union Assurance Masters 1976, facente parte della categoria Grand Prix, ha avuto come vincitori Fred McNair e Sherwood Stewart che hanno battuto in finale 6–3, 5–7, 5–7, 6–4, 6–4 Brian Gottfried e Raúl Ramírez.

## Tabellone

### Legenda
| - Q = Qualificato - WC = Wild card - LL = Lucky loser | - ALT = Alternate - SE = Special Exempt - PR = Protected Ranking | - w/o = Walkover - r = Ritirato - d = Squalificato |

|  | Semifinali                     | Semifinali                     | Semifinali                     | Semifinali                     | Semifinali | Semifinali | Semifinali |  |  | Finale                       | Finale                       | Finale | Finale | Finale | Finale | Finale |  |
|  |                                |                                |                                |                                |            |            |            |  |  |                              |                              |        |        |        |        |        |  |
|  | Brian Gottfried Raúl Ramírez   | Brian Gottfried Raúl Ramírez   | Brian Gottfried Raúl Ramírez   | Brian Gottfried Raúl Ramírez   | 6          | 6          | 6          |  |  |                              |                              |        |        |        |        |        |  |
|  | Ismail El Shafei Brian Fairlie | Ismail El Shafei Brian Fairlie | Ismail El Shafei Brian Fairlie | Ismail El Shafei Brian Fairlie | 3          | 3          | 4          |  |  | Brian Gottfried Raúl Ramírez | Brian Gottfried Raúl Ramírez | 3      | 7      | 7      | 4      | 4      |  |
|  | Fred McNair Sherwood Stewart   | Fred McNair Sherwood Stewart   | Fred McNair Sherwood Stewart   | Fred McNair Sherwood Stewart   | 6          | 6          | 6          |  |  | Fred McNair Sherwood Stewart | Fred McNair Sherwood Stewart | 6      | 5      | 5      | 6      | 6      |  |
|  | Juan Gisbert Manuel Orantes    | Juan Gisbert Manuel Orantes    | Juan Gisbert Manuel Orantes    | Juan Gisbert Manuel Orantes    | 3          | 4          | 4          |  |  |                              |                              |        |        |        |        |        |  |